# 招姓
招姓是一個中文姓氏，不在《百家姓》之列，屬罕有的姓氏，全中國大約只有人口32万，在各姓中排在第489位。據了解，除廣東珠江三角洲、湛江地區及山東省某些地區聚居較多之外，在中國其他省份的分佈較少。

## 姓氏起源
相傳招姓族人源出有三：
1. 春秋時期楚国灭陳之後，陳候的弟弟妫招被放逐到越國，其後人以招為姓。
2. 春秋時期晉國政治人物步招的後裔，以祖名为姓[2]。
3. 據《氏族博考》所載：“召與邵，春秋時期本一姓，後分為二。汝南、安陽之族皆從邑。”

## 延伸阅读
[在维基数据编辑]
 《欽定古今圖書集成·明倫彙編·氏族典·招姓部》，出自陈梦雷《古今圖書集成》